# 2014 في كرواتيا
فيما يلي قوائم الأحداث التي وقعت خلال عام 2014 في كرواتيا.

## أحداث
- 28 ديسمبر – الانتخابات الرئاسية الكرواتية 2014–15

## رياضة
- 21 ديسمبر – بطولة أوروبا لكرة اليد للسيدات 2014 الفائز منتخب النرويج لكرة اليد للسيدات.

## وفيات

### أغسطس
- 11 أغسطس – فلاديمير بيارا (مواليد 1928) لاعب كرة قدم كرواتي.

### نوفمبر
- 2 نوفمبر – فليكو كاديفيتش (مواليد 1925)
- 17 نوفمبر – إليا بانتيليتش (مواليد 1942)
- 28 نوفمبر – رادومير فوكسيفيتش (مواليد 1944) لاعب كرة قدم يوغوسلافي.

### ديسمبر
- 18 ديسمبر – أنتي زانتيك (مواليد 1936) لاعب كرة قدم يوغوسلافي.
- 27 ديسمبر – توماج شالامون (مواليد 1941)